# Revolution Roulette
Revolution Roulette è il terzo album del gruppo rock finlandese Poets of the Fall, uscito il 26 marzo 2008 in tutto il mondo.
Il primo singolo estratto è stato The Ultimate Fling, pubblicato il 6 febbraio 2008.

## Tracce
1. More – 4:01
2. The Ultimate Fling – 6:55
3. Revolution Roulette – 5:55
4. Psychosis – 4:23
5. Fragile – 4:08
6. Clevermind – 3:38
7. Miss Impossible – 3:52
8. Diamond For Tears – 4:07
9. Passion Colors Everything – 3:51
10. Save Me – 3:31
11. Where Do We Draw The Line – 5:09